# 검은 갈매기
검은 갈매기(Black Dove)는 한국에서 제작된 노경태 감독의 2011년 드라마 영화이다. 임형국 등이 주연으로 출연하였고 고영준 등이 제작에 참여하였다.

## 출연

### 주연
- 임형국
- 정윤경
- 조수혁

### 조연
- 양은용
- 안지혜
- 신채연
- 유상재
- 송영재
- 전영운
- 신연숙
- 전단아
- 이용녀
- 이마붑
- 백현주
- 성유빈

## 제작진
- 각색: 노경태
- 프로듀서: 김훈
- 제작실장: 박명식
- 제작지원: 영화진흥위원회
- 조명: 조규영
- 조명: 진유석
- 연출부: 강찬기
- 연출부: 이은주
- 조감독: 정기혁
- 동시녹음: 권예영
- 미술: 신언엽
- 무술감독: 서승억